# Benichembla
Benichembla (oficialmente en valenciano: Benigembla) es un municipio español situado en el noreste de la provincia de Alicante, en la comarca de la Marina Alta y en el Valle de Pop, en la Comunidad Valenciana. Cuenta con una población de 559 habitantes (INE 2024).

## Geografía
El pueblo está a 314 m s. n. m.. Se encuentra a 23 km de Denia, a 50 km de Benidorm, y a 88 km de Alicante. Se ubica a una altitud: 314 metros y sus coordenadas son 38°45′ N y 0°6′ O.

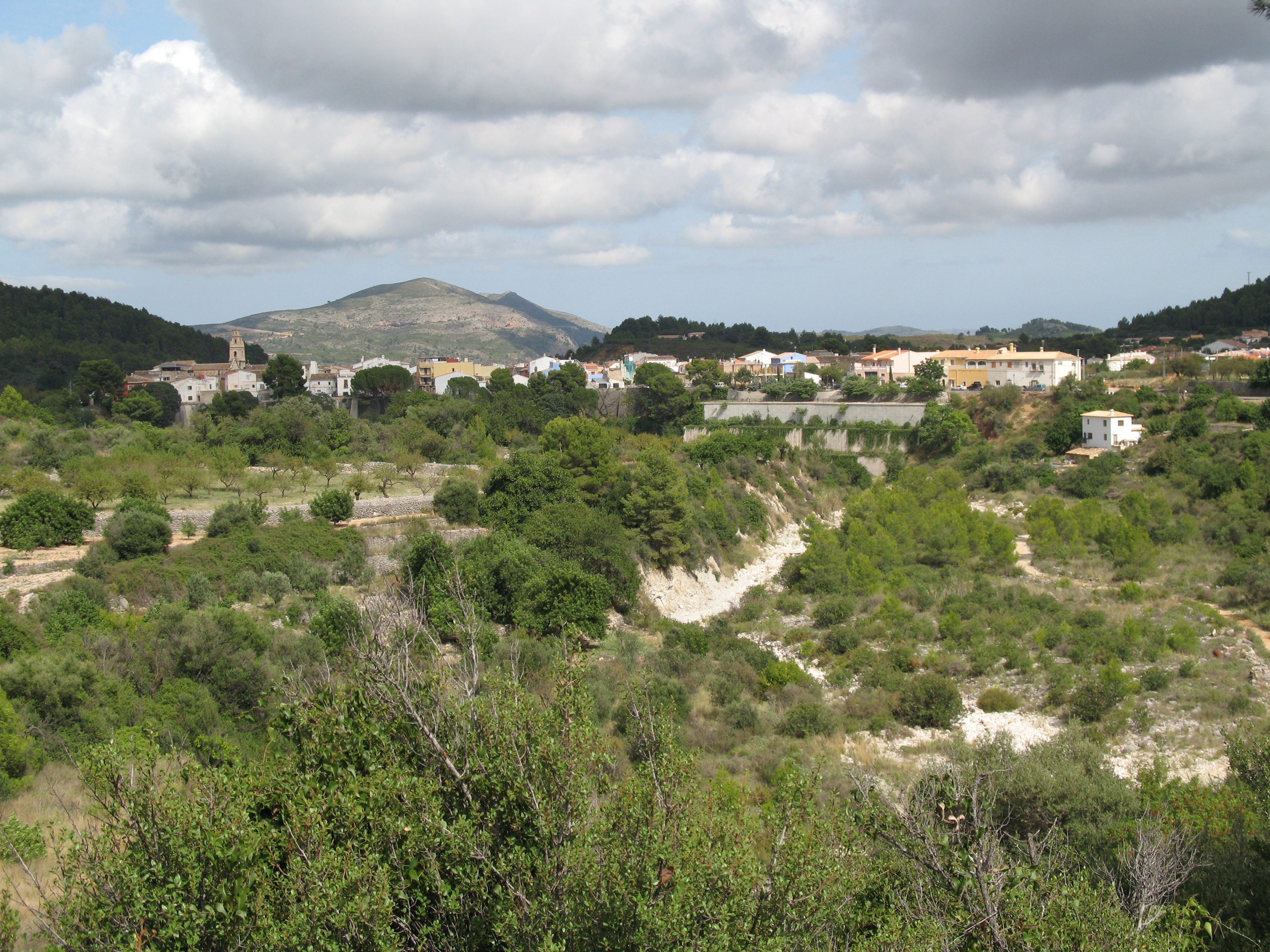
El pueblo de Benigembla

Las principales alturas destacables de este municipio son El Caballo Verde (793 m), la Peña del Altar (999 m), La Solana (793 m) y el Mirabó (691 m). El  Morro d'en Serra, con 1001 m, representa la máxima altitud del término municipal de Benichembla. En la montaña del Caballo Verde se encuentra una colonia de Caralluma munbyana var. hispánica, una especie amenazada según la Unión Internacional para la Conservación de la Naturaleza (UICN). Esta planta es endémica del sureste peninsular, y hoy en día solo hay tres colonias más en la Comunidad Valenciana, las de Miñena, Sierra Cortina y Pinoso.
Una ruta de senderismo interesante es la ascensión a la cima del Cocoll (1047 m), ruta señalizada y que se inicia desde el camino del Corral Nuevo, a unos 350 metros de Benichembla en dirección a la carretera que va a Castell de Castells. El camino termina en un corral y continúa una senda que gana altura por la ladera suave y progresivamente. Pasamos sobre el aljibe del Frare junto al barranco dels Bous. Unas zigzag nos acercan al corral de Malea, y al pasarlo, en un espacio más abierto llamado la Corona. A continuación llegamos al Pla d'en Moragues donde se encuentra la pista de aterrizaje de las avionetas de los servicios forestales. Desde aquí una pista forestal nos lleva a la cima del Cocoll, ya muy cerca. Las vistas, si el tiempo lo permite, son magníficas: El Caballo Verde, el Carrascal de Ebo, Alfaro, el Pla de Petracos, Serrella, Aixortá, Aitana, y el Carrascal de Parcent.
El río Gorgos atraviesa el término del pueblo en dirección oeste-este. Nace en las proximidades de Facheca, donde recoge las lluvias de las Sierras de Serrella y Alfaro, y ha sido declarado recientemente como lugar de interés comunitario por parte de la Unión Europea, a propuesta de la Consejería de Medio Ambiente de la Generalidad Valenciana. Este río desemboca finalmente en el puerto de Jávea.

## Localidades limítrofes
Limita con los términos municipales de Vall de Laguart, Murla, Castell de Castells, Parcent y Tárbena

## Historia
Diversas investigaciones realizadas en las pinturas rupestres del Plà de Petracos (antiguo poblado morisco a 7,5 km en dirección al Valle de Ebo) demuestran que la zona fue poblada desde la prehistoria.
Las pinturas rupestres del Pla de Petracos son representativas del arte levantino y macroesquemático, y fueron declaradas patrimonio de la Humanidad por la Unesco en 1998. Tienen más de 8000 años de antigüedad.
El pueblo, como muchos pueblos del Valle de Pop, es de origen árabe. Hasta el año 1544 fue señorío de la familia de Pere Andrés. En 1609, al conocerse la noticia del decreto de expulsión, los moriscos de esta población junto a otros 14 000 de la zona se concentraron en la cumbre de la montaña del Caballo Verde o de El Pop para protegerse de los ataques de los cristianos. 
Después del decreto de expulsión de los moriscos de 1609, el pueblo se repobló mayoritariamente de mallorquines y catalanes occidentales. El pueblo aún conserva muchas tradiciones y costumbres de sus repobladores, que son celebradas todos los años. En la cumbre del "Caballo Verde" o montaña "El Pop" aún quedan restos del antiguo castillo islámico denominado el castillo de Pop. El castillo de Pop fue poseído por Al-azraq y después por Pedro de Altafulla. Desde el año 1329 fue poseído por Vidal de Vilanova y sus sucesores. Durante el último período musulmán perteneció a Al-Azraq, el cual se lo entregó a Jaime I mediante el pacto de Jovada. Más tarde, Pedro el Grande ordenó su destrucción y hoy quedan muy pocos vestigios. El castillo de Pop le da el nombre a este valle situado en la Marina Alta.

## Geografía humana

### Demografía
Cuenta con una población de 559 habitantes (INE 2024).
| Gráfica de evolución demográfica de Benichembla entre 1842 y 2021 |
| |
| Población de derecho según los censos de población del INE. Población de hecho según los censos de población del INE.En estos censos se denominaba Benichembla: 1857, 1860, 1877, 1887, 1897, 1900, 1910, 1920, 1930, 1940, 1950, 1960, 1970, 1981 y 1991. |

| Nacionalidad | Hombres | Mujeres | Total | %     | Proporción |
| ------------ | ------- | ------- | ----- | ----- | ---------- |
| Española     | 140     | 134     | 274   | 53.5% |            |
| Extranjera   | 115     | 123     | 238   | 46.4% |            |

| País        | Hombres | Mujeres | Total | %     | Proporción |
| ----------- | ------- | ------- | ----- | ----- | ---------- |
| Reino Unido | 93      | 95      | 188   | 79.0% |            |
| Alemania    | 1       | 3       | 4     | 1.7%  |            |
| Colombia    | 0       | 3       | 3     | 1.3%  |            |
| Francia     | 1       | 2       | 3     | 1.3%  |            |
| Rumania     | 2       | 0       | 2     | 0.8%  |            |
| Rusia       | 0       | 2       | 2     | 0.8%  |            |
| Uruguay     | 1       | 1       | 2     | 0.8%  |            |
| Ecuador     | 1       | 0       | 1     | 0.4%  |            |
| Portugal    | 0       | 1       | 1     | 0.4%  |            |

En 1615 el pueblo tenía tan solo 99 habitantes, y en 1715 llega a 360 habitantes. La población experimentó un crecimiento espectacular hasta 1860. En este año la población llega a 848 habitantes. Desde el año 1900 al 1964, la población disminuye en un 34%, debido principalmente a una corriente migratoria hacia los EE. UU., Francia, Alemania y a Argelia. pero desde el año 1991 al 2011 la población vuelve a crecer moderadamente. La mayoría de la población es valencianoparlante.

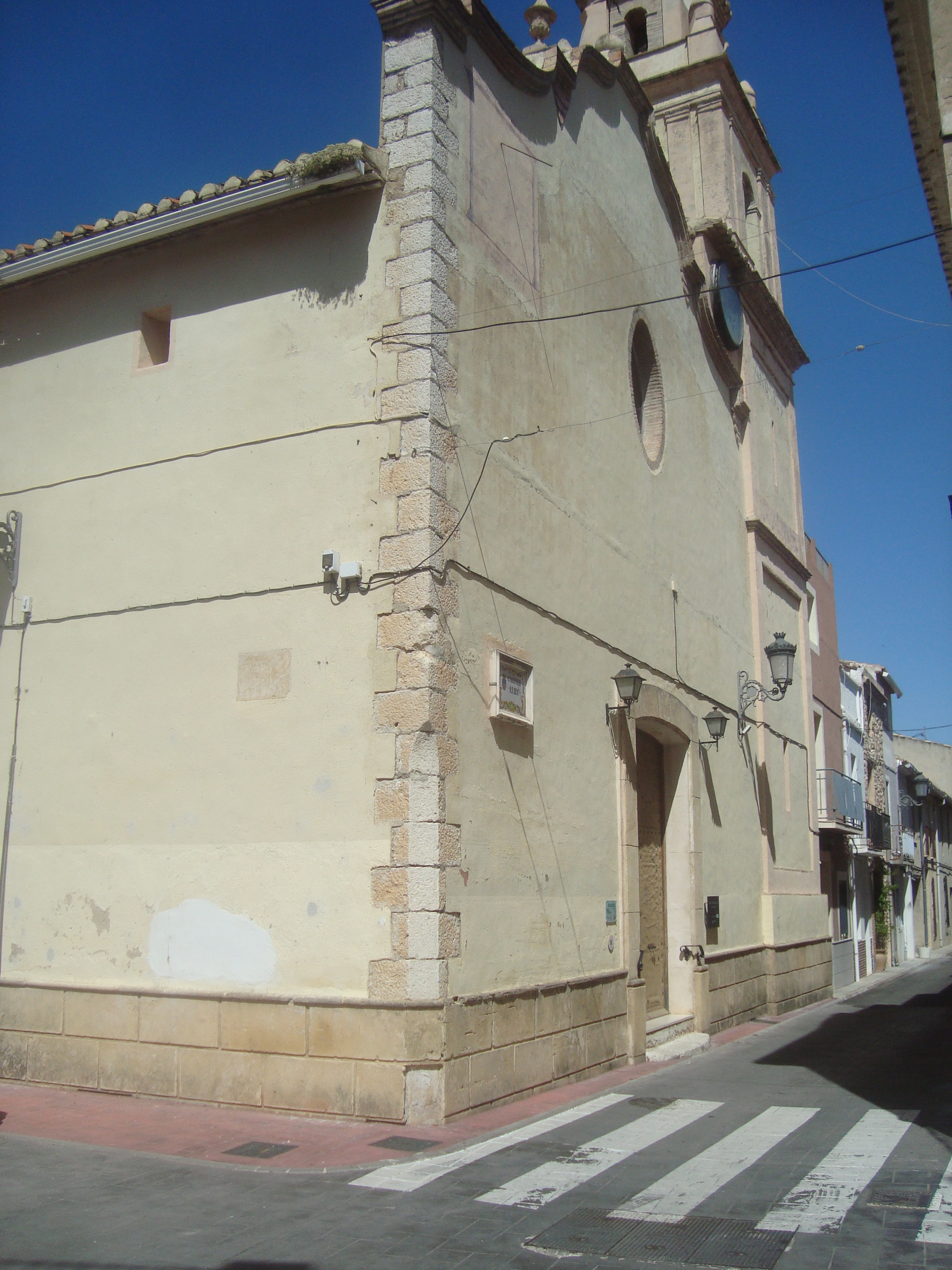
The Church of Saint Joseph(Benigembla).

| Evolución demográfica de Benichembla | Evolución demográfica de Benichembla | Evolución demográfica de Benichembla | Evolución demográfica de Benichembla | Evolución demográfica de Benichembla | Evolución demográfica de Benichembla | Evolución demográfica de Benichembla | Evolución demográfica de Benichembla | Evolución demográfica de Benichembla | Evolución demográfica de Benichembla | Evolución demográfica de Benichembla | Evolución demográfica de Benichembla | Evolución demográfica de Benichembla | Evolución demográfica de Benichembla | Evolución demográfica de Benichembla | Evolución demográfica de Benichembla | Evolución demográfica de Benichembla | Evolución demográfica de Benichembla | Evolución demográfica de Benichembla | Evolución demográfica de Benichembla |
| Año                                  | 1857                                 | 1887                                 | 1900                                 | 1910                                 | 1920                                 | 1930                                 | 1940                                 | 1950                                 | 1960                                 | 1970                                 | 1981                                 | 1991                                 | 2000                                 | 2006                                 | 2007                                 | 2009                                 | 2011                                 | 2012                                 | 2022                                 |
| ------------------------------------ | ------------------------------------ | ------------------------------------ | ------------------------------------ | ------------------------------------ | ------------------------------------ | ------------------------------------ | ------------------------------------ | ------------------------------------ | ------------------------------------ | ------------------------------------ | ------------------------------------ | ------------------------------------ | ------------------------------------ | ------------------------------------ | ------------------------------------ | ------------------------------------ | ------------------------------------ | ------------------------------------ | ------------------------------------ |
| Población                            | 809                                  | 879                                  | 758                                  | 667                                  | 649                                  | 730                                  | 693                                  | 689                                  | 564                                  | 549                                  | 420                                  | 380                                  | 392                                  | 563                                  | 570                                  | 589                                  | 606                                  | 583                                  | 512                                  |

### Economía
A mediados del siglo XIX, la producción de pasa experimentó un considerable aumento, no solo en Benigembla, sino en todo el Valle de Pop, y en toda la Marina Alta. La causa de este crecimiento fue la gran demanda de pasa por parte del mercado británico. Se suele citar el año 1818 como el inicio de esta expansión económica por haberse producido ese año la primera subida significativa del precio de la pasa, y por tanto de la construcción de los Riuraus. Si se piensa que la agricultura comercial se guía por una regla de oro según la cual solo se debe cultivar lo que resulte rentable, no se hace de extrañar la masiva plantación de cepas que comenzó entonces por toda la comarca, a la vista de proveer de uva de moscatel en la que ya se perfilaba como la primera industria de los benichembleros y marinencs. Se iniciaba así lo que más tarde se llamaría acertadamente "el siglo de la pasa". La producción de la pasa tuvo su esplendor a lo largo del siglo XIX, y hasta mediados del siglo XX. La viña era el cultivo tradicional, y la variedad de moscatel se imponía como única, con el objetivo de la obtención de pasas. Los Riuraus se utilizaban para poner la pasa dentro, para que no se mojase al llover. Aún quedan algunos Riuraus en el término, pero ya nadie escalda la uva hoy en día. Los precios del mercado de la pasa no son rentables.
- La mayoría de los benichembleros se dedican a la agricultura y al área de servicios. El sector de la construcción ha experimentado un auge muy importante durante los últimos años como consecuencia de la expansión del turismo residencial. En el sector agrícola, los cultivos más abundantes son los olivos, almendros, vid, y cítricos, y al igual que en el resto de poblaciones de la Marina Alta ha quedado relegado a un segundo plano económico por el sector servicios.

- Económicamente el turismo rural se encuentra en plena expansión. Como consecuencia, en el pueblo hay 2 restaurantes, dos casas rurales, una zona recreativa, y una zona de acampada o camping. El campin se encuentra a 1 km de Benichembla, en la partida de Las Palmeras, y en la carretera que conduce a Castell de Castells. El camping está dotado de: aparcamiento, aseos con duchas, quiosco-bar, piscina, polideportivo, frontón, etc. Una ruta muy interesante para practicar el senderismo es la Ruta del Mirabó, dónde se pueden encontrar varios manantiales de agua natural que existen en el término municipal.

## Monumentos y lugares de interés
- Iglesia Parroquial de San José. De finales del siglo XVIII y principios del XIX. De estilo neoclásico, aunque el campanario es barroco. En 1994 la iglesia fue restaurada y decorada.

- El Sindicat. Edificio del año 1925, diseño del maestro de obras Adelí Moll. Es de estilo neoclásico con elementos del rococó y del barroquismo francés. Esta influencia puede ser debida a la emigración de principios y mediados del siglo XX hacia Argel (Argelia). Este edificio se restauró y se rehabilitó en el año 2010, conservando la fachada original. Se utiliza como centro para satisfacer las necesidades culturales y cívicas de la población.

- Los Riuraus. Los Riuraus se utilizaban para poner la pasa dentro, para que no se bañará. Aún quedan algunos Riuraus en el término, pero ya nadie escalda la uva hoy en día.

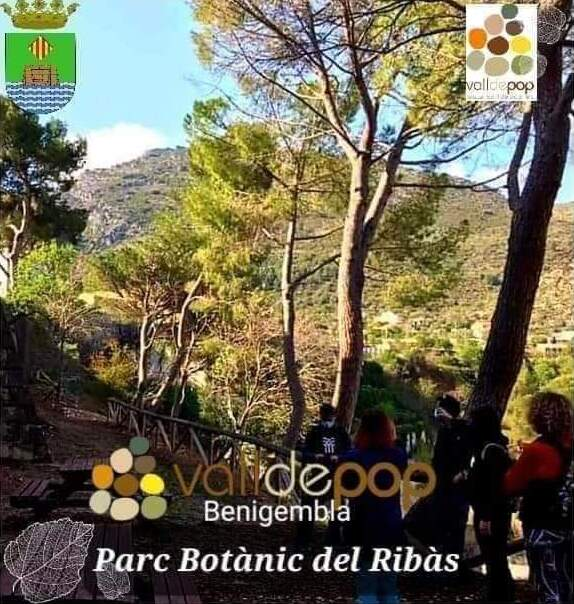
Parque Botánico del Ribàs

- Los Muros de contención, y el Parque Botánico del Ribàs También cabe destacar los muros del río, que circunvalan la parte oeste del pueblo, construidos por canteros hace más de 115 años como consecuencia de la riada del 1890. El señor Baldomero Vega de Seoane fue el principal benefactor, para la construcción de estos muros de contención. Los muros del Ribás o del río protegen al pueblo, de las crecidas del río Jalón-Gorgos. El señor Baldomero Vega de Seoane fue un representante en la Diputación de Alicante del partido de Canalejas. Actualmente la plaza más importante del pueblo lleva su nombre. En este sitio se encuentra el parque botánico del Ribàs, un parque que ha sido renovado recientemente en el año 2022. Hay árboles de más de 100 años, y otras especies de especial interés botánico. Es un Parc Botànic que es un parque referente de biodiversidad mediterránea para todo el interior de la comarca de la Marina Alta. Se encuentra en un lugar de alto interés ecológico, y medioambiental junto al río Gorgos también hay que mencionar que esta zona es un LIC.

- El Lavadero y La Fuente, y su zona recreativa con barbacoa. También podremos visitar el Monumento de los Arcos, un monumento dedicado a nuestros antepasados y la técnica de la piedra seca. Se espera convertir este paraje cercano a un parque cultural. También hay que destacar de este paraje 2 partes por un lado el lavadero o lavadero donde las mujeres lavaban la toba, y el bebedor donde bebían los animales.

- El Puente de Parcent, hecho de piedra para canteros.

- Museo Vivo de Arte Interactivo. En Benigembla el arte cobra vida en sus calles. Benigembla también es conocida por sus murales, o Street Art. Todos los años por verano se organiza un festival en el que participan grafiteros de todo el mundo.

Entre los participantes está Tardor Graffiti de la Xara, el mexicano Juan Andrés Vera, o Xolaka entre otros muchos de renombre. Desde 2018 se celebra este festival que llena las fachadas de las calles de Benigembla de arte y de color. Una ocasión más para visitar este pueblo con encanto para empaparse de arte.
En octubre del año 2006 se rodó parte de los exteriores de la película "Su Majestad el Minor" en los campos de Benichembla, una superproducción europea del director francés Jean-Jacques Annaud.

## Símbolos
En diciembre del año 1999 se aprobó por la Generalidad Valenciana la denominación tradicional, histórica y exclusivamente en valenciano del pueblo como Benigembla. Anteriormente la denominación oficial que se utilizaba, era la de Benichembla, esta denominación era una transliteración fonética que se utilizó desde el siglo XVIII (a raíz de los decretos de Nueva Planta) hasta la llegada de la democracia y las comunidades autónomas. Durante el breve periodo de la II República se recuperó la denominación de Benigembla.[cita requerida] Hoy en día se utiliza exclusivamente la denominación valenciana como oficial.
 escudo oficial del pueblo
El escudo del pueblo se aprobó el día 30 de enero de 1989, y en la sesión del 30 de marzo de 1999 se aprobó la modificación del escudo, adaptándose al timbre la corona real abierta en vez de la corona real cerrada, que constaba en el expediente original del 1989. Entre los elementos del escudo están la señera cuatribarrada, que identifica a los benichembleros como valencianos. También destaca el muro de oro, mazonado de sable, que representa los muros de contención que protege al pueblo de las crecidas del río Gorgos, pero también simboliza el antiguo castillo de origen islámico, el Castillo de Pop.

## Política
En las elecciones municipales del año 2011, Compromís saca tres concejales, el PSPV-PSOE saca 2 concejales y el PPCV 2 concejales, y es elegido alcalde por mayoría simple Joan Caselles i Mengual de Compromís. En las elecciones de mayo del 2015, el PSPV-PSOE obtiene 3 concejales, el PPCV saca 2 concejales, y Compromís obtiene 2 concejales. En las elecciones municipales de mayo del año 2023, el PSPV-PSOE obtiene 6 concejales y el PPCV 1.

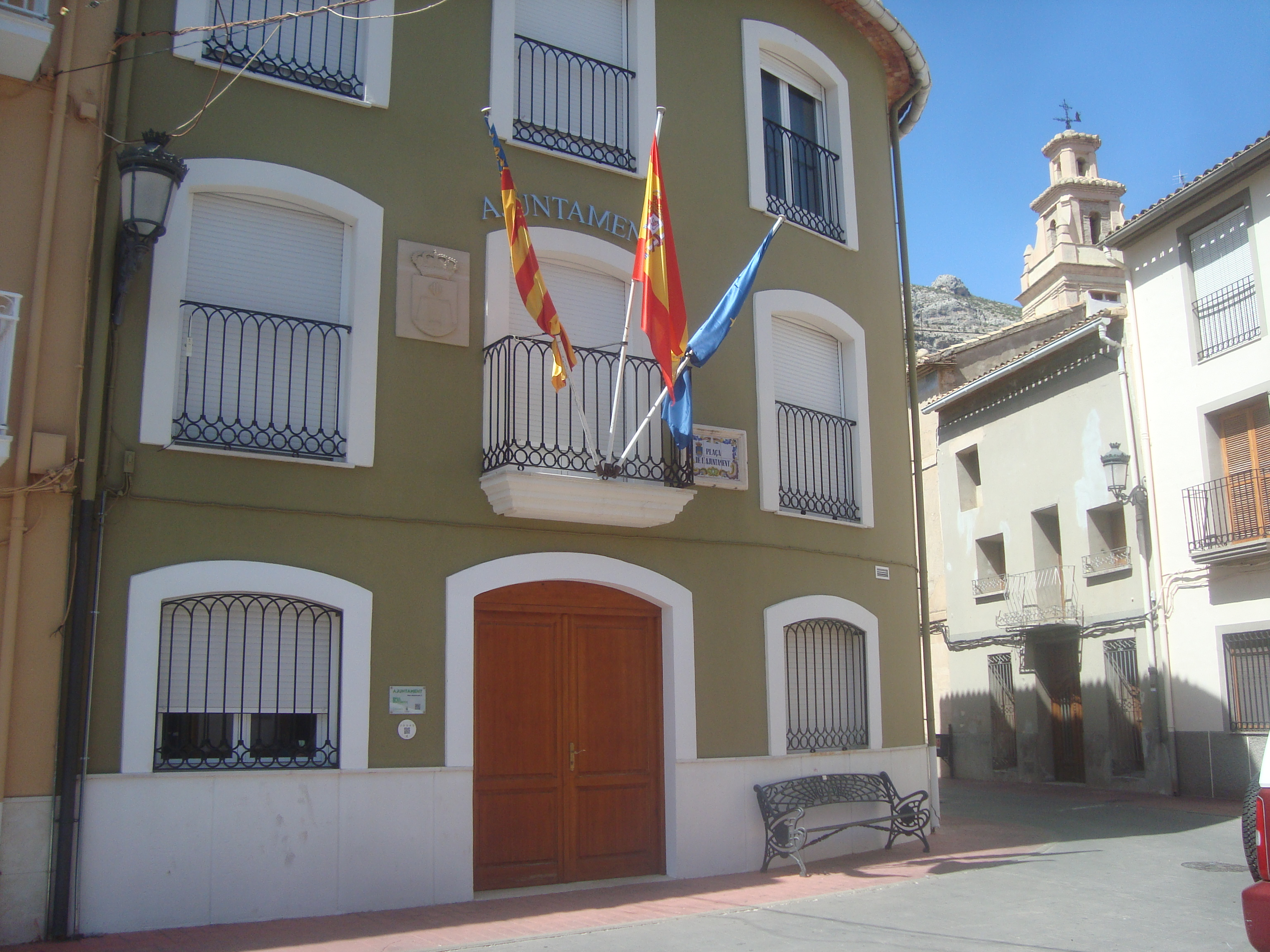
Ayuntamiento de Benigembla

Desde las elecciones municipales de 1979 el PSPV-PSOE ha obtenido 5 veces la alcaldía, Compromís 2, el PPCV dos, una candidatura independiente una y el PDP una.
| Periodo   | Nombre                                              | Partido           |
| --------- | --------------------------------------------------- | ----------------- |
| 1979-1983 | Antoni Caselles i Pérez                             | PSPV-PSOE         |
| 1983-1987 | Francesc Mas i Sendra                               | Independiente     |
| 1987-1991 | Francesc Mas i Sendra                               | PDP               |
| 1991-1995 | Francesc Taverner i Taverner                        | PSPV-PSOE         |
| 1995-1999 | Francesc Taverner i Taverner                        | PSPV-PSOE         |
| 1999-2003 | Rogelio Taverner i Sendra                           | PSPV-PSOE         |
| 2003-2007 | Aurelio Llinares i Mas Joan Felip Pérez i Mengual   | PP                |
| 2007-2011 | Fernando Mengual i Taverner Joan Caselles i Mengual | PP BLOC-Compromís |
| 2011-2015 | Joan Caselles i Mengual                             | Compromís         |
| 2015-2019 | Rogelio Taverner i Sendra                           | PSPV-PSOE         |

En el año 2005 dimite el alcalde popular Aurelio Llinares i Mas, y la mayor parte del equipo de su gobierno. La presión popular que causa la dimisión es consecuencia de la firma de un convenio urbanístico firmado con la empresa Coll de Rates, cuya empresa tienen a Andrés Ballester y a Julio Iglesias al frente. El pueblo al conocer la notícia por la prensa, mostró su rechazo total a la forma y secretismo en que se firmó el convenio, el oscurantismo detrás del convenio, así como a la evocación a las polémicas leyes de urbanismo valenciano conocido como LRAU, además del hecho que dicho convenio daba todo el poder a la empresa Coll de Rates para ejercer de agente urbanizador, sin ninguna consideración a los derechos de los pequeños propietarios de los terrenos. En dicho año asume la alcaldía Joan Felip Pérez i Mengual, también del partido popular. En las elecciones de mayo del 2007, el PP saca 3 concejales, el PSPV-PSOE 2, el BLOC-Compromís 1, y un grupo independiente 1. El 23 de agosto de 2008 se produce una moción de censura que da la alcaldía a Joan Caselles i Mengual, del BLOC-Compromís quitándole la alcaldía a Fernando Mengual del Partido Popular. Esta moción fue apoyada por los dos concejales del PSPV-PSOE y el concejal independiente de GB.

## Fiestas

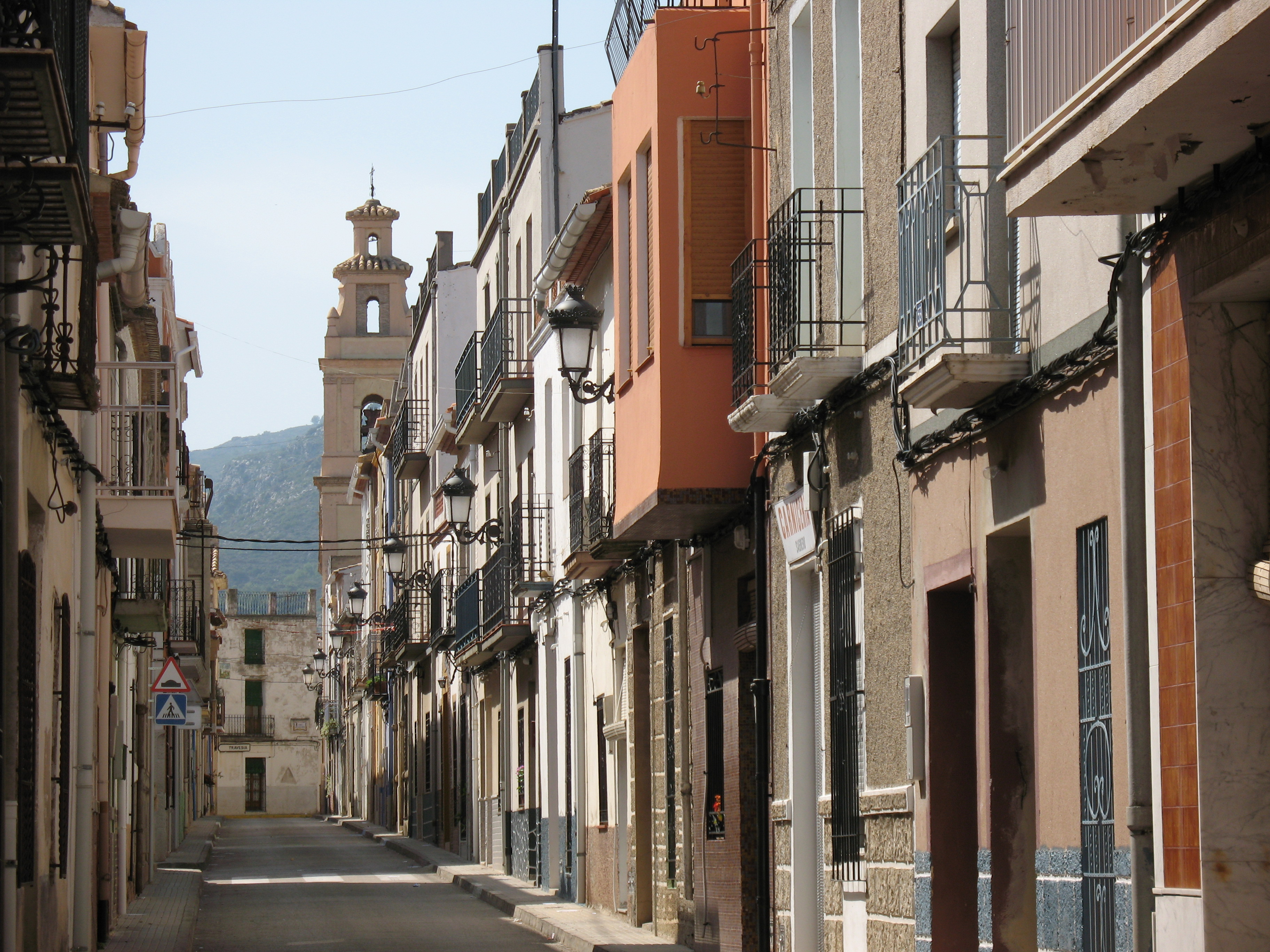
Benigembla

- Fiestas patronales. Las fiestas del pueblo se celebran en honor de San José, San Agustín, San Francisco Javier y la Asunción de la Virgen entre los días 12 y 17 de agosto. También se celebra los días de San Honorato y San Antonio a mediados de enero, concretamente el 16 y 17 de enero. Las fiestas más concurridas suelen ser las del verano, con verbenas, teatro, juegos infantiles, concursos, castillos de fuegos artíficiales y los típicos correfocs.